# Les Cases de Matamargó
Les Cases de Matamargó, és una masia del municipi de Pinós, a la comarca catalana del Solsonès. És un monument protegit i inventariat dins el Patrimoni Arquitectònic Català.

## Situació
És una de les masies que conformen el disseminat de Matamargó, a l'est del municipi de Pinós. No és, per tant, un nucli de població, contràriament a lo que s'indica al Nomenclàtor. Està situada a la part oriental de la Serra de Pinós, sota l'església parroquial de Sant Pere de Matamargó i al peu de la Riera de Matamargó. El paisatge que l'envolta mostra encara l'aspecte dessolat que va deixar l'incendi de 1998 que aquí va ser especialment virulent. No obstant la recuperació forestal és satisfactòria i evident.
Per anar-hi, la millor forma és des de la carretera BV-3001 de Su a Cardona. Al punt quilomètric 8,9 (41° 53′ 12.08″ N, 1° 36′ 1.75″ E / 41.8866889°N,1.6004861°E) es pren la carretera asfaltada que es deriva cap al sud. Als 2,7 km. deixarem la masia de Torrescassana i, passant per sota l'església de Sant Pere, als 5 km. arribarem a Les Cases.

## Descripció

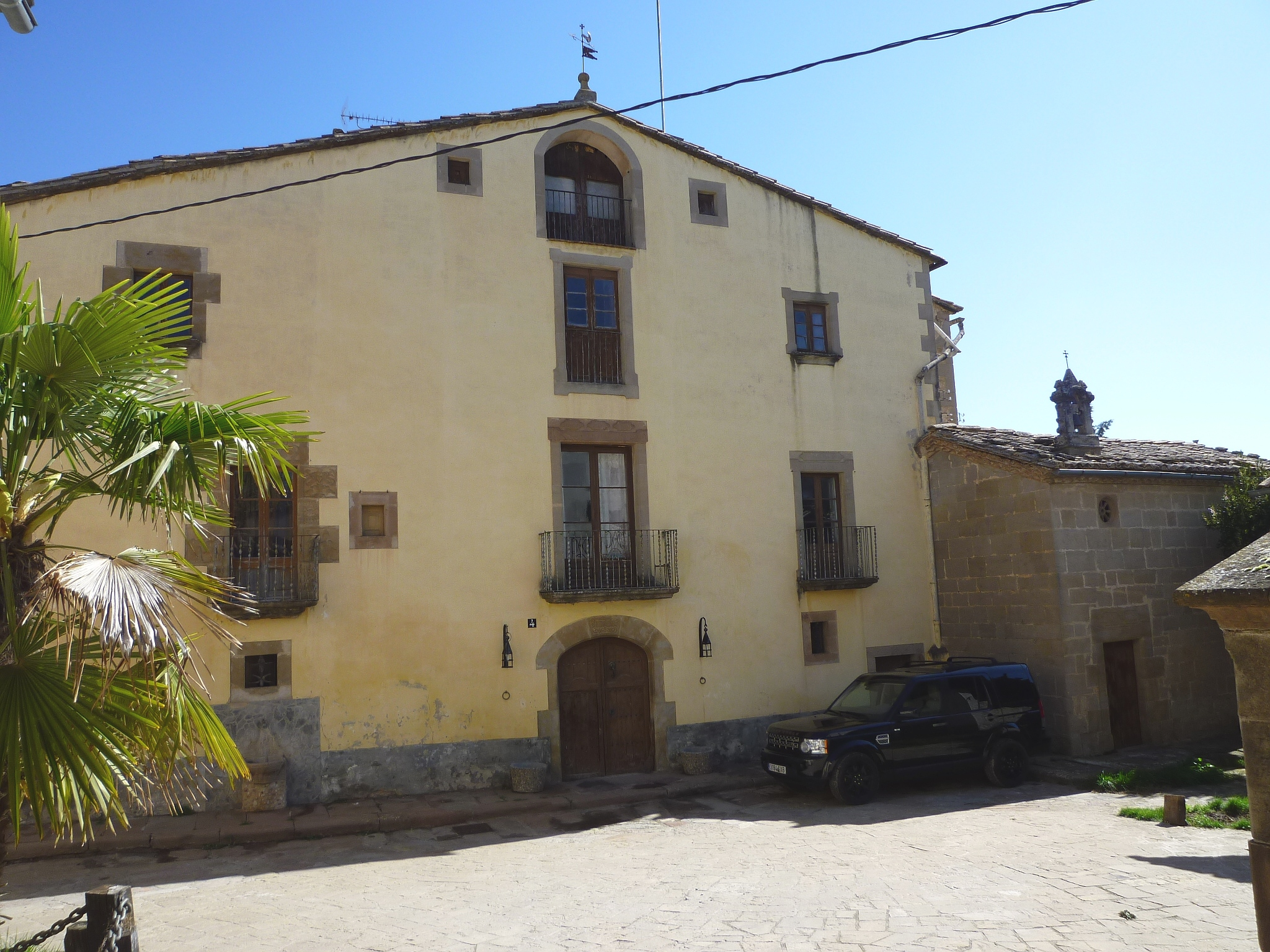
Façana amb la capella de la Mare de Déu dels Àngels

Masia de planta basilical i rectangular amb el carener perpendicular a la façana, orientada a migdia. És una masia que segueix l'esquema clàssic descrit per Danés. Al llevant la masia té una elegant eixida de dos pisos amb arcs de mig punt tancats amb vidrieres i, a banda i banda, obertures (finestres i balcons simètrics). Al costat de la masia hi foren construïdes totes les dependències annexes.

## Notícies històriques
Sota les restes de l'antic castell de Matamargó, del que ja hi havia notícies cap al 1086, avui desaparegut sota on després es va construir l'església i parròquia de Sant Pere, van néixer, fruit de la repoblació posterior a la reconquesta als àrabs, assentaments de diverses famílies en masies aïllades. Les primeres notícies de la casa són dels voltants de l'any 1280. S'hi varen assentar la família Casas, probablement procedents de Tolosa de Llenguadoc, sense que aquest origen estigui confirmat. Família de pagesos, com sempre s'han fet dir, la casa va estar un nucli autosuficient durant tota l'edat mitjana i fins ben entrat el segle xx, amb premsa de vi i d'oli, fusteria, quadres d'animals i tot el que això comporta i l'explotació agrícola i forestal. Per estar al centre de Catalunya entre les comarques del Bages i el Solsonès ha estat punt de pas de nord a sud i d'est a oest i també centre de guerres i d'escamots, sobretot durant la guerra de Successió per la seva proximitat a Cardona i tot el que això representà en el transcurs d'aquella. Posteriorment va ser el punt de conflicte més important a Catalunya en les guerres carlines també per la presència del General Tristany, fill d'Ardèvol, a poca distància de Matamargó. Dels fets més importants cal destacar que l'any 1505 a en Bernat Casas, amo de Les Cases de Matamargó, se li aparegué la Verge quan anava cap a Biosca a veure una seva tieta, al punt just de la Serra de Pinós. Com a conseqüència d'aquest fet es va construir primer una capella i després una església que és l'actual Santuari de Pinós, a on es troba el centre geogràfic de Catalunya. Com ja s'ha dit, la casa i les seves construccions annexes eren un centre de vida de pagès i va anar ampliant-se a mesura que les necessitats o les possibilitats dels seus amos ho permetien. Es varen fer diverses ampliacions fins a arribar a ser el que és en l'actualitat, sobretot en els segles xviii i xix. De voltants del segle xvii és la capella que hi ha a continuació de la façana de la masia, a llevant, anomenada capella de la Mare de Déu dels Àngels. Quan a mitjans del segle xvii la primitiva església parroquial de Matamargó fou substituïda per l'actual (el rector Gaspar Brufau contractà les obres el 1650), el senyor del lloc Josep Lluc hi dugué a la seva inauguració les relíquies de Sant Cristòfol, Santa Caterina, i Sant Antoni de Pàdua procedents d'aquesta capella. També hi ha les relíquies de Santa Terència.